# Sinistra (Band)
Sinistra ist eine 2004 gegründete Funeral-Doom-Band.

## Geschichte
Das Projekt Sinistra wurde von dem alleinigen Mitglied „Eisen“, der unter anderem als Tholen Dark-Ambient- und als Rostiges Riesenrad Noise-Projekte unterhält, 2004 gegründet. Er spielte noch im gleichen Jahr ein selbstbetiteltes Debüt ein, dass er in einer Auflage von 50 Exemplaren selbst herausgab. Arnstein Petersen besprach das Album für Doom-Metal.com, lobte die Umsetzung und vermittelte Atmosphäre. Das Album sollte den „meisten Anhänger des extremen Doom-Metal zusagen“ und sei eine „deutliche Empfehlung“. Vier Jahre nach dem Debüt, sowie nach Schwierigkeiten des verlegenden Labels NOTHingness REcords, einem belgischen Independent-Label das unter anderem Nadja, Methadrone und Malasangre verlegte, erschien das zweite Album Totenlaut. Im Musikmagazin Metal Hammer wurde das Projekt einige Jahre nach der Veröffentlichung als Teil der „jungen Wilden des Funeral Dooms“ angepriesen und „Eisen“ als Experte für das Genre befragt.

## Stil
Als „schmutziger und roher Funeral Doom“ wird die Musik von Sinistra in einer Banddarstellung des Webzines Doom-Metal.com beschrieben. Das an Genre-Interpreten wie Wormphlegm und Worship erinnernde Projekt besäße einen „kranken und verstörten Unterton“ mit Einflüssen aus Noise und Black Metal. Aber Sinistra hebt sich laut Arnstein Petersen durch Lautstärke und Noise-Kompositionen, sowie Post-Industrial-Elemente von diesen Vergleichsgrößen ab. „Eisen“ selbst bezeichnet Catacombs als wichtigen Einfluss und verweist auf „Monotonie“, „Heavyness“ und ein deutlich reduziertes Tempo als Markenzeichen des gesamten Genres. Für ähnlich als „minimalistisch, roh und grausam“ beschriebene Projekte, wie Amort, wird Sinistra mitunter als Referenz bemüht.

## Diskografie
- 2004: Sinistra (Album, Selbstverlag)
- 2008: Totenlaut (Album, NOTHingness REcords)